# أوتيس كوك
أوتيس كوك (بالإنجليزية: Otis Cook)‏ هو رسام أمريكي، ولد في 1900، وتوفي في 1980.